# Loch Awe
Il Loch Awe (in gaelico scozzese: Loch Obha) è un lago (loch) di 38,5 km² della Scozia centro-occidentale, situato nel distretto di aree amministrativa dell'Argyll e Bute. È il più lungo loch scozzese e il terzo loch d'acqua dolce per superficie.
Principale affluente è il fiume Orchy e tra principale emissario il fiume Awe. Tra i villaggi che si affacciano sul lago, figurano Lochawe, Port Sonachan, Ford, Dalavich, Inverinan e Taychreggan.

## Geografia

### Collocazione
Il Loch Awe si estende a sud dei Monti Grampiani fino quasi alla costa che si affaccia sull'isola di Jura.

### Dimensioni
Il Loch Awe ha una lunghezza di 37 km.

## Galleria d'immagini

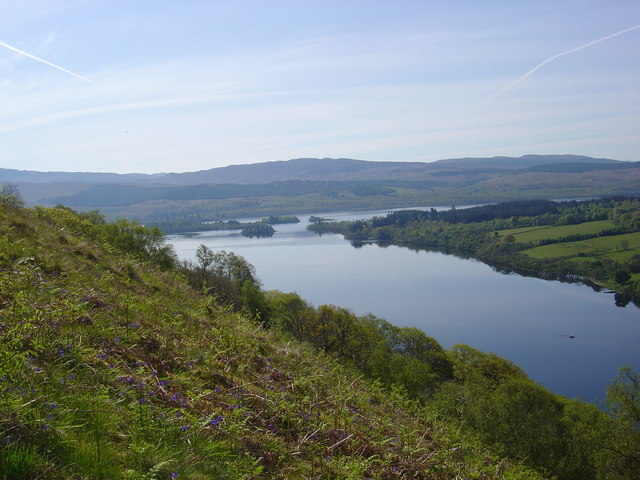
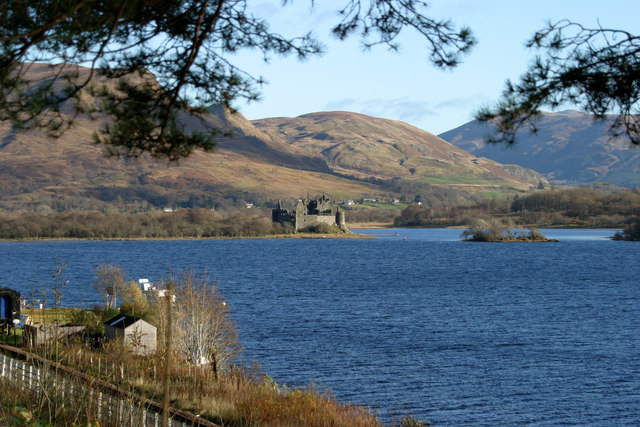
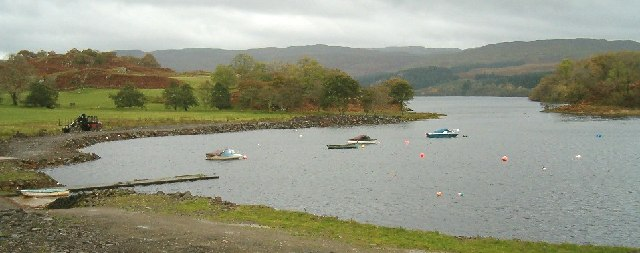
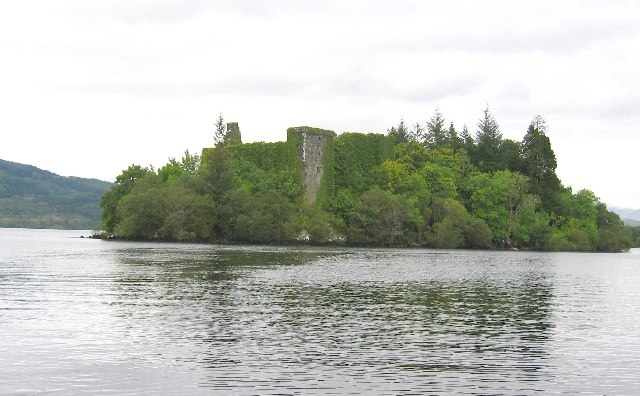

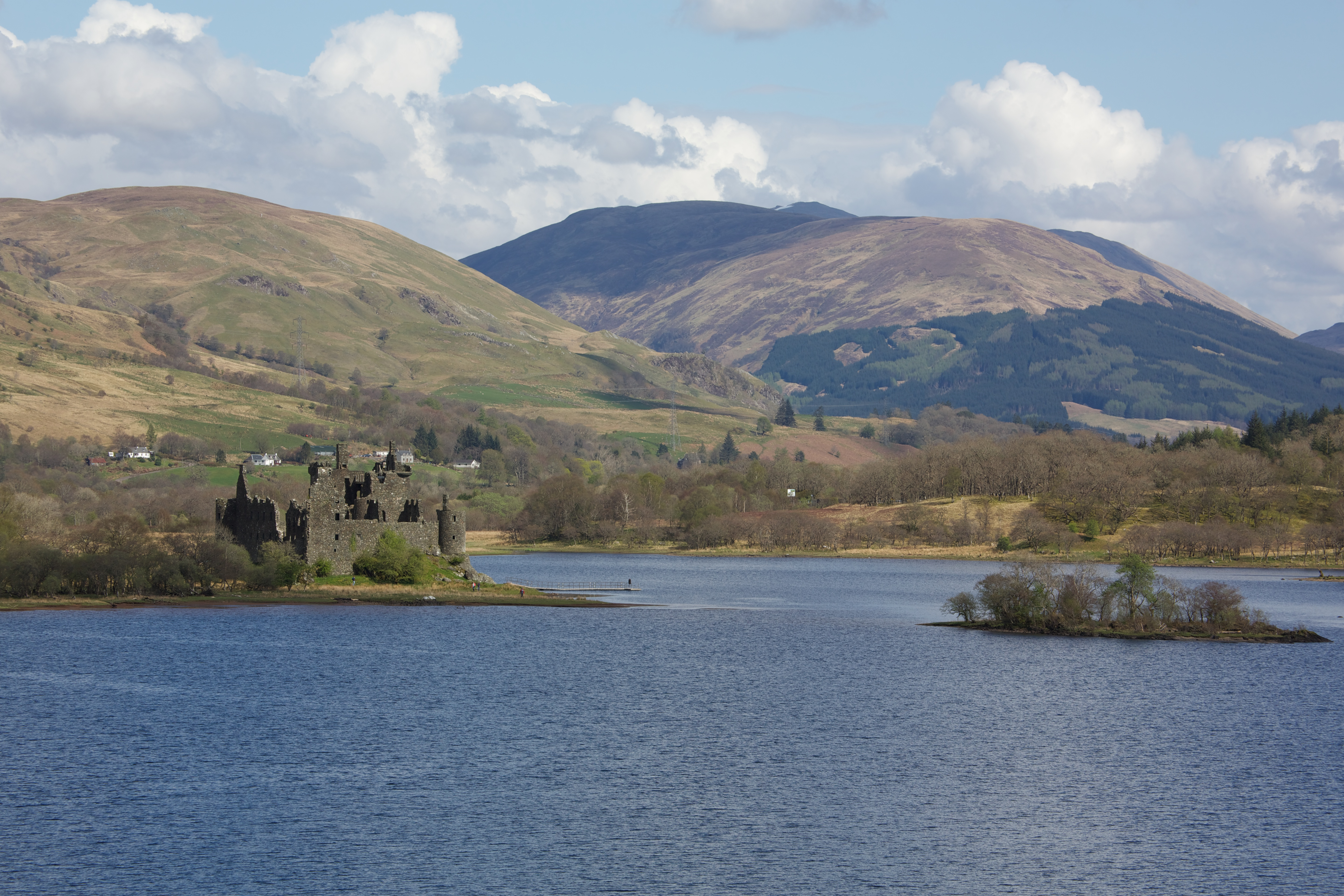
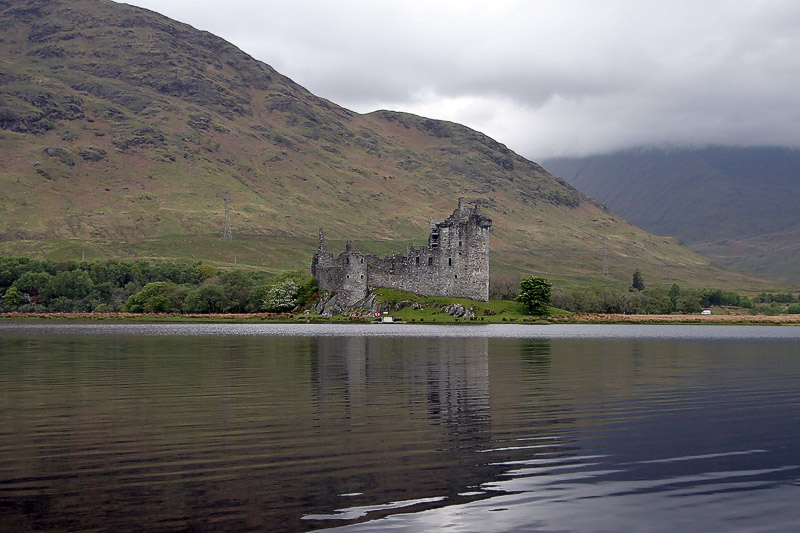
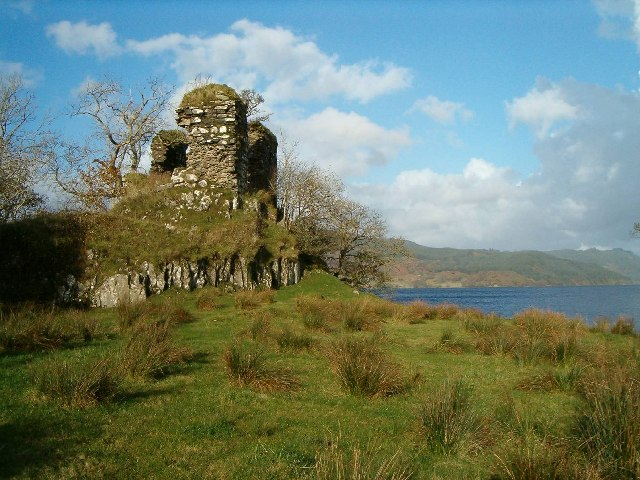
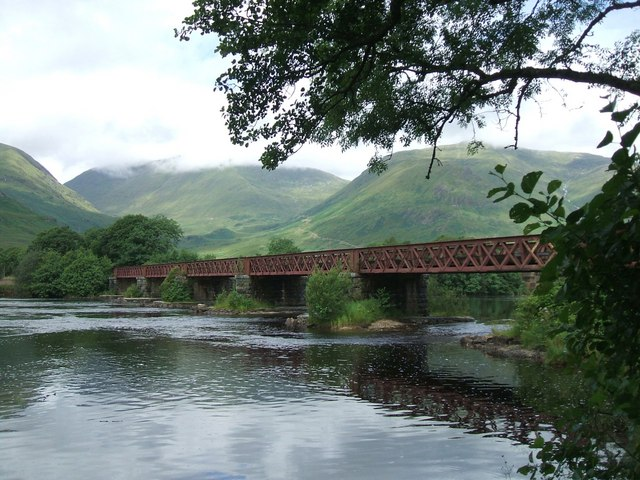

## Punti d'interesse
- Kilchurn Castle[4][5]